# Свенья Шульце
Свенья Шульце (нім. Svenja Schulze; нар. 29 вересня 1968, Дюссельдорф, ФРН) — німецька політична діячка, член Соціал-демократичної партії Німеччини (СДП), з 14 березня 2018 року по 8 грудня 2021 року — міністерка екології, охорони природи, будівництва та ядерної безпеки у четвертому уряді Анґели Меркель, з 8 грудня 2021 року — міністерка економічному співробітництва та розвитку в уряді Олафа Шольца. 

## Життєпис
У 1988 році Свенья Шульце закінчила гімназію округу Норф в місті Нойс. Потім вивчала германістику та політологію в Рурському університеті, де в 1996 році закінчила магістратуру, захистивши роботу за творами Франка Ведекінда «Весняне пробудження» (Frühlingserwachen) і «Музика» (Musik).
У 1988 році Свенья Шульце вступила у Соціал-демократичну партію, у 1988—1989 роках очолювала організацію студентських соціалістів в загальностудентському комітеті університету. В 1993—1997 роках була головою організації молодих соціалістів Північного Рейн-Вестфалії, а з 1996 по 2002 та з 2006 по 2018 роки була членкинею правління Соціал-демократичної партії землі Північний Рейн-Вестфалія (СДП).
З 1997 по 2000 і з 2004 по 2018 роки Свенья Шульце працювала депутаткою ландтагу Північної Рейн-Вестфалії. З 2010 по 2017 роки працювала міністеркою інновацій, науки та досліджень у землі Північний Рейн-Вестфалія. Політичним успіхом її міністерства було скасування плати за навчання в університетах землі Північний Рейн-Вестфалія.
З червня 2017 по березень 2018 року Шульце стала генеральною секретаркою СДП землі Північний Рейн-Вестфалія. 8 грудня 2017 року була вибрана до головного правління СДП, а 9 грудня 2017 року в президію СДП.
14 березня 2018 року під час формування четвертого уряду Ангели Меркель Свенья Шульце отримала портфель міністра екології, охорони природи, будівництва та ядерної безпеки.

### Особисте життя
У 2011 році Свенья Шульце одружилася зі своїм партнером Андреа Аркаісом.